# Parc forestal nacional de Zhangjiajie
El Parc forestal nacional Zhangjiajie (en xinès:湖南张家界国家森林公园; pinyin: Huan Zhāngjiājiè Guójiā Sēnlín Gōngyuán; literalment "Parc Forestal Nacional de Zhangjiajie Hunan") és l'únic parc forestal nacional situat a la ciutat de Zhangjiajie, província de Hunan, a la República Popular de la Xina. És un dels diversos parcs nacionals a l'àrea escènica de Wulingyuan.
El 1982 va ser reconegut com el primer parc nacional de la Xina de caràcter forestal (4810 hectàrees). El Parc forestal nacional de Zhangjiajie és part d'una zona molt més gran (397,5 quilòmetres quadrats) anomenada àrea escènica de Wulingyuan.
El 1992, Wulingyuan va ser oficialment reconegut per la UNESCO com a Patrimoni de la Humanitat. Va ser aprovat pel Ministeri de Terres i Recursos Naturals, com a un Geoparc Nacional Forestal (3600 km²) a l'any 2001. El 2004, el Geoparc Zhangjiajie va ser inclòs com a un Geoparc Mundial de la UNESCO.
Una de les muntanyes amb forma de columna del parc, anteriorment anomenada la "Columna del Sud", de 1080 metres d'alçada, va ser oficialment renomeada al gener de 2010 com a "Muntanya Al·leluia d'Avatar" (阿凡达-哈利路亚山), per haver servit d'inspiració a la pel·lícula Avatar, i com a mostra d'estima al missatge social de la mateixa.
L'agost del 2016, es va inaugurar al parc la passarel·la de vidre Coiling Dragon. La passarel·la, de 100 metres amb 99 corbes, envolta el penya-segat de la muntanya Tianmen amb vistes impressionants del paisatge de Hunan.
El parc Zhangjiajie ja disposa del pont de vidre més llarg del món: un pont de 430 m sobre una vall de 300 m.